# Finger Point (udde i Antarktis, lat -62,10, long -58,33)
Finger Point är en udde i Antarktis. Den ligger i Sydshetlandsöarna. Argentina, Chile och Storbritannien gör anspråk på området.
Terrängen inåt land är kuperad. Havet är nära Finger Point åt sydväst.  Trakten är glest befolkad. Närmaste befolkade plats är Commandante Ferraz Station, 3,5 kilometer nordväst om Finger Point. 